# 萬本敦
萬本敦，字子厚，號薇生，江西德化人，清朝政治人物。
廕生，由戶部員外郎升任江南道監察御史，曾經請求治理江西鄉試。